# Comuna Pușkove, Holovanivsk
Pușkove (în ucraineană Пушкове) este o comună în raionul Holovanivsk, regiunea Kirovohrad, Ucraina, formată din satele Odaia și Pușkove (reședința).

## Demografie
Componența lingvistică a comunei Pușkove
     Ucraineană (95,1%)
     Rusă (2,53%)
     Română (2,36%)
Conform recensământului din 2001, majoritatea populației comunei Pușkove era vorbitoare de ucraineană (95,1%), existând în minoritate și vorbitori de rusă (2,53%) și română (2,36%).